# Chariesthes multinotatus
Chariesthes multinotatus är en skalbaggsart som beskrevs av Louis Alexandre Auguste Chevrolat 1858. Chariesthes multinotatus ingår i släktet Chariesthes och familjen långhorningar.
Artens utbredningsområde är:
- Angola.
- Gabon.
- Nigeria.

Inga underarter finns listade i Catalogue of Life.